# Hipopotamide
Hippopotamidae este o familie de mamifere artiodactile care cuprinde două specii în viață, Hippopotamus amphibius și Choeropsis liberiensis, și mai multe dispărute.

## Specii
- Genul Hippopotamus
  - Hippopotamus amphibius - hippopotam, Africa
  - †Hippopotamus antiquus - Europa; Pleistocen
  - †Hippopotamus creutzburgi - Creta; Pleistocen
  - †Hippopotamus minor - Cipru; Pleistocen — Holocen
  - †Hippopotamus melitensis - Malta; Pleistocen
  - †Hippopotamus pentlandi - Sicilia; Pleistocen
  - †Hippopotamus lemerlei - Madagascar; Holocen
  - †Hippopotamus laloumena - Madagascar; Holocen
  - †Hippopotamus gorgops - Africa și Europe; Miocen târziu–Pleistocen mijlociu
  - †Hippopotamus aethiopicus - Kenya & Etiopia; Pliocen — Pleistocen
  - †Hippopotamus afarensis - fostul gen Trilobophorus
  - †Hippopotamus behemoth - Israel, Pleistocen timpuriu
  - †Hippopotamus kaisensis - Africa Centrală; Pliocen
  - †Hippopotamus sirensis - Maroc & Algeria; Pleistocen
- Genul †Hexaprotodon
  - †Hexaprotodon bruneti - Etiopia; Pliocen
  - †Hexaprotodon coryndoni - Etiopia; Pliocen
  - †Hexaprotodon crusafonti - Spania; Miocen târziu (syn. Hexaprotodon primaevus)
  - †Hexaprotodon hipponensis - Algeria
  - †Hexaprotodon imagunculus - Uganda și Congo; Pliocen
  - †Hexaprotodon iravaticus - Myanmar; Pliocen - Pleistocen
  - †Hexaprotodon karumensis - Kenya și Eritrea; Pleistocen
  - †Hexaprotodon madagascariensis - Madagascar; Holocen
  - †Hexaprotodon namadicus - India
  - †Hexaprotodon palaeindicus - India
  - †Hexaprotodon pantanellii - Italia; Pliocen
  - †Hexaprotodon protamphibius - Kenya și Ciad; Pliocen
  - †Hexaprotodon siculus
  - †Hexaprotodon sivajavanicus - Indonezia
  - †Hexaprotodon sivalensis - India
  - †Hexaprotodon sp. - Myanmar

- Genul Archaeopotamus
  - †Archaeopotamus harvardi -  Peninsula Arabică  și Africa Centrală; Miocen - Pliocen
  - †Archaeopotamus lothagamensis - Kenya; Miocen
- Genul Choeropsis
  - Choeropsis liberiensis
- Genul Saotherium
  - † Saotherium mingoz Ciad; Pliocen